# Ruth Lange (Sängerin)
Ruth Maria Lange (* 18. Januar 1915 in Rabenau bei Dresden; † 25. Januar 2008) war eine deutsche Opernsängerin in den Stimmlagen Alt und Mezzosopran.

## Leben
In ihrer Kindheit erhielt Lange Instrumentalunterricht. Ihre Gesangsausbildung erfolgte in Dresden u. a. bei Waldemar Staegemann. Sie absolvierte die Gesangsklasse der Dresdner Staatskapelle.
Im Alter von 23 Jahren gab sie an der Wiener Volksoper ihr Debüt in Das Christ-Elflein von Hans Pfitzner. Weitere Stationen waren in den Jahren 1939 bis 1941 das Stadttheater Karlsbad und das Stadttheater Teplitz-Schönau, ab 1941 das Theater des Volkes (Dresden) sowie nach dem Krieg die Staatsoper Dresden (bis 1975). Gastspiele hatte sie nach 1945 an der Münchner Staatsoper, in Ägypten, in Finnland und in der Sowjetunion. Ab 1947/1948 trat die Lange auch als Konzertsängerin auf und interpretierte Lieder. Ebenfalls übernahm sie ab diesem Zeitpunkt auch dramatische Rollen.
Sie war in erster Ehe mit dem Bass-Sänger Richard Capellmann (1904–1972) verheiratet, später mit dem Dresdner Kapellmeister Wilhelm Hübner.

## Repertoire
- die Ismene in Antigonae von Carl Orff (1950),
- Dorian Gray von Robert Hanell (UA 1962)
- der Octavian in Der Rosenkavalier von Richard Strauss
- der Komponist in Ariadne auf Naxos von Richard Strauss
- die Dorabella in Così fan tutte von W. A. Mozart
- die Prinzessin Eboli in Don Carlos von Giuseppe Verdi
- die Amneris in Aida von Giuseppe Verdi,
- die Brangäne im Tristan und Isolde von Richard Wagner
- die Venus in Tannhäuser von Richard Wagner
- die Fricka im Der Ring des Nibelungen von Richard Wagner
- die Carmen von Georges Bizet
- die Agnes (Háta) in Die verkaufte Braut von Bedřich Smetana
- die Santuzza in Cavalleria rusticana von Pietro Mascagni
- die Ulrica in Ein Maskenball von Giuseppe Verdi
- die Magdalene in Die Meistersinger von Nürnberg von Richard Wagner
- der Nicklaus in Hoffmanns Erzählungen von Jacques Offenbach
- der Orlowsky in Die Fledermaus von Richard Strauss

Zuletzt sprach sie 1977 in Dresden die Madame Krone in Der Schauspieldirektor von W. A. Mozart.

## Aufnahmen (Auswahl)
- Eterna: Lieder
- MMS: Page der Herodias in Salome von R. Strauss,
- Urania: Rusalka von A. Dvořák
- Urania: Der Corregidor von Hugo Wolf.